# وادي الكوف
الكوف أو وادي الكوف : واد في الجبل الأخضر شرق ليبيا ، صعب المسالك ، كثير الأدغال ، يقع غربي مدينة البيضاء بنحو 16 كم، و الكوف جمع كاف ، و هو الجبل العالي في اللهجة الليبية. كما يقطن بعض الناس للزراعة والرعى. وهي تتبع محافظتها . ويوجد به متنزه الكوف الوطني و جسر وادي الكوف الذي يعتبر أكبر جسر كبلي خرساني في البلاد ويبلغ ارتفاع عموديه 160 مترا تقريبا فوق سطح الوادي ومعلم من معالم الجبل الأخضر.

## مواضيع ذات علاقة
- الجبل الأخضر
- محافظتها
- مدينة البيضاء